# Стороженко, Владимир Викторович
Влади́мир Ви́кторович Стороже́нко (11 апреля 1953, Смоленск, Смоленская область, РСФСР, СССР — 22 сентября 1982, Москва, РСФСР, СССР) — советский серийный убийца и насильник.

## Биография
Родился 11 апреля 1953 года в Смоленске.
Окончил 8 классов 16-й средней школы Смоленска. Как трудный подросток, состоял на учёте в милиции, занимался мелким воровством, мучил и убивал домашних животных. Проявлял повышенный сексуальный интерес и жестокость по отношению к девочкам. Был дважды судим за разбой и изнасилование. Администрация колонии характеризовала Стороженко как опасного человека. После второго освобождения работал шофёром на автобазе. Женился, в браке родился сын. Имел репутацию примерного семьянина, по работе характеризовался положительно.
В 1978—1981 годах в Смоленске и его окрестностях совершил около 20 нападений на женщин и девушек, 13 из которых закончились убийствами, сопряжёнными с изнасилованиями. Первое убийство совершил в исторической части города, недалеко от Успенского собора. Маньяк не был «душителем» в прямом смысле этого слова, своих жертв он садистски истязал и добивал разными способами; одной из жертв убийцы стала даже 12-летняя учащаяся 31-й средней школы Смоленска, тело которой было найдено в песчаном карьере со следами пыток. Один раз напал на женщину, бывшую «подсадной уткой» — сотрудницей правоохранительных органов, но его спугнул один из милиционеров, находившихся в засаде. При бегстве оставил следы крови, в результате чего была установлена группа крови преступника. Примечательно, что Стороженко был милицейским информатором и был хорошо осведомлён о ходе расследования убийств, и даже участвовал в розыске «душителя», то есть самого себя.
За преступления Стороженко было арестовано четверо невиновных: первый был сотрудником прокуратуры, прежде чем была доказана его невиновность, он просидел 9 месяцев в СИЗО, после освобождения ему пришлось уволиться из прокуратуры и уехать из города; как пособник предыдущего был арестован сотрудник ГАИ; в убийстве женщины в районе базы отдыха Смоленского авиазавода обвинили местного сторожа, арестованного за кражу и ранее судимого за коллаборационизм во время Великой Отечественной войны, который, под давлением следствия, оговорил себя; ещё одного арестованного под угрозой расстрела заставили признаться в убийстве жены и приговорили к 9 годам лишения свободы.
Стороженко был арестован в 1981 году: последняя жертва маньяка чудом осталась жива и запомнила татуировку у него на груди, а затем опознала его по предъявленной фотографии. Были проверены выданные Стороженко на автобазе путевые листы — их данные совпали с временем и местом преступлений. Его группа крови совпала с той, которая была под ногтями у убитых женщин. Жена Стороженко призналась, что он подарил ей золотые серьги, принадлежавшие одной из жертв. В его квартире нашли слиток золота, спрятанный под кроватью, на которой лежала парализованная мать маньяка. Брат маньяка Сергей признался, что знал, чем занимался его брат, рассказал, что слиток — это переплавленные украшения его жертв, и указал места, где вместе с братом прятали другие вещи жертв. Кроме того, в ходе обыска был найден тайник с пистолетами и взрывчаткой: Сергей Стороженко признался, что они с братом планировали серию нападений на государственные предприятия в те дни, когда там будут выдавать зарплату. Когда последняя жертва маньяка опознала его на очной ставке, Владимир Стороженко начал давать признательные показания. В ходе следствия был проведён эксперимент: из 30 женских манекенов на 13 была одежда жертв маньяка, в карманах которой лежали записки с фамилией жертвы, временем и местом обнаружения её тела. Маньяк безошибочно указал одежду своих жертв. Следствие по делу Стороженко вёл знаменитый следователь Исса Костоев, который впоследствии вёл дело серийного убийцы Чикатило.
12 апреля 1982 года состоялся суд. Владимира Стороженко приговорили к высшей мере наказания — смертной казни через расстрел. 22 сентября 1982 года приговор был приведён в исполнение. Сергей Стороженко был признан виновным в соучастии в преступлениях брата и приговорён к 15 годам лишения свободы. Отбывая наказание, неудачно пытался совершить побег, к его сроку добавили ещё 3 года.

## В массовой культуре
- Документальный фильм «Мёртвая петля» из цикла «Следствие вели» (2008)
- Документальный фильм «Дьявольская головоломка» из цикла «Легенды советского сыска» (2011)
- Документальный фильм «Чёрные ангелы» из цикла «Первая кровь» (2016)
- Как поймали «смоленского душителя» Владимира Стороженко и при чём здесь Чикатило? / TRUE CRIME (2023)[2]